# Мак-Генри, Х.
Х. Мак-Генри (англ. H. MacHenry, полное имя неизвестно; XIX век — неизвестно) — американский яхтсмен, бронзовый призёр летних Олимпийских игр 1900.
На Играх на своей яхте Frimousse участвовал в двух соревнованиях — среди яхт водоизмещением 3—10 тонн и в открытом классе. В первом состязании он стал третьим со временем 4:38:49, получив бронзовую медаль. В другой дисциплине он не финишировал и не занял никакого места.